# Joan Stojanov
Joan Stojanov (in bulgaro Йоан Стоянов?; Plovdiv, 22 maggio 2001) è un calciatore bulgaro, centrocampista dell'Hapoel Be'er Sheva e della nazionale bulgara.

## Carriera

### Club
Nato a Plovdiv, in Bulgaria, ancora piccolo con la sua famiglia si trasferisce in Israele, più precisamente nella città di Herzliya, dove entra a far parte del settore giovanile della squadra locale dell'Hapoel Herzliya, con cui disputa un incontro in Liga Alef, la terza serie israeliana, nella stagione 2019-2020. Nel 2020 viene acquistato dall'Hapoel Kfar Saba; il 27 dicembre 2020 ha esordito in Ligat ha'Al, la massima serie israeliana, in occasione dell'incontro perso per 1-0 contro l'Ironi K. Shmona. In due stagioni gioca 49 partite di campionato, realizzandovi anche 8 gol. Nel 2022 viene ingaggiato dall'Hapoel Be'er Sheva, altro club della massima serie israeliana.

### Nazionale
Dopo aver militato nella nazionale Under-21 bulgara, nel settembre 2022 viene convocato in nazionale maggiore. Il 23 settembre seguente debutta con la stessa, disputando l'incontro vinto per 5-1 contro Gibilterra, valido per la UEFA Nations League 2022-2023.

## Statistiche

### Presenze e reti nei club
Statistiche aggiornate al 24 settembre 2022.
| Stagione                | Squadra                 | Campionato              | Campionato | Campionato | Coppe nazionali | Coppe nazionali | Coppe nazionali | Coppe continentali | Coppe continentali | Coppe continentali | Altre coppe | Altre coppe | Altre coppe | Totale | Totale |
| Stagione                | Squadra                 | Comp                    | Pres       | Reti       | Comp            | Pres            | Reti            | Comp               | Pres               | Reti               | Comp        | Pres        | Reti        | Pres   | Reti   |
| ----------------------- | ----------------------- | ----------------------- | ---------- | ---------- | --------------- | --------------- | --------------- | ------------------ | ------------------ | ------------------ | ----------- | ----------- | ----------- | ------ | ------ |
| 2019-2020               | Hapoel Herzliya         | A                       | 1          | 0          | CI              | -               | -               |                    | -                  | -                  |             | -           | -           | 1      | 0      |
| 2020-2021               | Hapoel Kfar Saba        | LhA                     | 14         | 0          | CI+TC           | 1+0             | 0               |                    | -                  | -                  |             | -           | -           | 15     | 0      |
| 2021-2022               | Hapoel Kfar Saba        | LL                      | 35         | 8          | CI              | 1               | 0               |                    | -                  | -                  |             | -           | -           | 36     | 8      |
| Totale Hapoel Kfar Saba | Totale Hapoel Kfar Saba | Totale Hapoel Kfar Saba | 49         | 8          |                 | 2               | 0               |                    | -                  | -                  |             | -           | -           | 51     | 8      |
| 2022-2023               | Hapoel Be'er Sheva      | LhA                     | 1          | 0          | CI+TC           | 0               | 0               | UECL               | 1                  | 0                  | SI          | 0           | 0           | 2      | 0      |
| Totale carriera         | Totale carriera         | Totale carriera         | 51         | 8          |                 | 2               | 0               |                    | 1                  | 0                  |             | 0           | 0           | 54     | 8      |

### Cronologia presenze e reti in nazionale
| Cronologia completa delle presenze e delle reti in nazionale ― Bulgaria | Cronologia completa delle presenze e delle reti in nazionale ― Bulgaria | Cronologia completa delle presenze e delle reti in nazionale ― Bulgaria | Cronologia completa delle presenze e delle reti in nazionale ― Bulgaria | Cronologia completa delle presenze e delle reti in nazionale ― Bulgaria | Cronologia completa delle presenze e delle reti in nazionale ― Bulgaria | Cronologia completa delle presenze e delle reti in nazionale ― Bulgaria | Cronologia completa delle presenze e delle reti in nazionale ― Bulgaria |
| Data                                                                    | Città                                                                   | In casa                                                                 | Risultato                                                               | Ospiti                                                                  | Competizione                                                            | Reti                                                                    | Note                                                                    |
| ----------------------------------------------------------------------- | ----------------------------------------------------------------------- | ----------------------------------------------------------------------- | ----------------------------------------------------------------------- | ----------------------------------------------------------------------- | ----------------------------------------------------------------------- | ----------------------------------------------------------------------- | ----------------------------------------------------------------------- |
| 23-9-2022                                                               | Razgrad                                                                 | Bulgaria                                                                | 5 – 1                                                                   | Gibilterra                                                              | UEFA Nations League 2022-2023 - 1º turno                                | -                                                                       | 60’                                                                     |
| 26-9-2022                                                               | Skopje                                                                  | Macedonia del Nord                                                      | 0 – 1                                                                   | Bulgaria                                                                | UEFA Nations League 2022-2023 - 1º turno                                | -                                                                       | 82’                                                                     |
| 16-11-2022                                                              | Larnaca                                                                 | Cipro                                                                   | 0 – 2                                                                   | Bulgaria                                                                | Amichevole                                                              | -                                                                       | 63’                                                                     |
| 20-11-2022                                                              | Lussemburgo                                                             | Lussemburgo                                                             | 0 – 0                                                                   | Bulgaria                                                                | Amichevole                                                              | -                                                                       |                                                                         |
| 24-3-2023                                                               | Sofia                                                                   | Bulgaria                                                                | 0 – 1                                                                   | Montenegro                                                              | Qual. Euro 2024                                                         | -                                                                       |                                                                         |
| 27-3-2023                                                               | Budapest                                                                | Ungheria                                                                | 3 – 0                                                                   | Bulgaria                                                                | Qual. Euro 2024                                                         | -                                                                       |                                                                         |
| 17-6-2023                                                               | Kaunas                                                                  | Lituania                                                                | 1 – 1                                                                   | Bulgaria                                                                | Qual. Euro 2024                                                         | -                                                                       | 81’                                                                     |
| 10-9-2023                                                               | Podgorica                                                               | Montenegro                                                              | 2 – 1                                                                   | Bulgaria                                                                | Qual. Euro 2024                                                         | -                                                                       | 63’                                                                     |
| 22-3-2024                                                               | Baku                                                                    | Tanzania                                                                | 0 – 1                                                                   | Bulgaria                                                                | Amichevole                                                              | -                                                                       | 46’                                                                     |
| Totale                                                                  |                                                                         | Presenze                                                                | 9                                                                       |                                                                         | Reti                                                                    | 0                                                                       |                                                                         |

## Palmarès

### Club

#### Competizioni nazionali
- Coppa d'Israele: 1

Hapoel Be'er Sheva: 2024-2025